# Steganacarus incomptus
Steganacarus incomptus är en kvalsterart som beskrevs av Wojciech Niedbała 1983. Steganacarus incomptus ingår i släktet Steganacarus och familjen Phthiracaridae. Inga underarter finns listade i Catalogue of Life.